# G4 (együttes)
A G4 egy négytagú brit színtársulat volt, akik a The X Factor első évadában váltak népszerűvé 2004-ben. A Guildhall School of Music and Drama nevű intézményben ismerték meg egymást a tagok, innen ered az együttes neve.

## The X Factor
A G4 The X Factor első évadában jelent meg 2004-ben. Mentoruk Louis Walsh volt, akivel a döntőig jutottak, viszont Steve Brookstein után másodikok maradtak. Simon Cowell, a nyertes mentora később beismerte, a G4 volt a verseny igazi nyertese, hiszen azóta felülmúlták Brooksteint.

### Előadások azX Factorban
- Utolsó 9: Everybody Hurts
- Utolsó 8: Don't Look Back in Anger
- Utolsó 7: Baby One More Time
- Utolsó 6: Circle of Life
- Utolsó 5: My Way
- Utolsó 4: You'll Never Walk Alone és Somebody to Love
- Elődöntő: O Holy Night és Bohemian Rhapsody
- Döntő: Nessun Dorma, Bohemian Rhapsody és Creep

## AzX Factorután
A The X Factor után a G4 egy lemezszerződést írt alá a Sony BMGnél. Miután Cowell nem ajánlott nekik szerződést, Nick Raphael (Sony A&R) úgy döntött, leszerződteti az együttest: „Úgy éreztük, ők voltak a legjobbak a műsorban.” Mivel a műsor szabályai engedik, hogy bármely előadó vagy együttes, amelyik nem nyer, szerződhet egy másik kiadóhoz, a Sony, Universal és EMI versengtek a G4 aláírásaiért. Raphael szerint menedzserük, Louis Walsh fogadta el a Sony BMG ajánlatát: „Voltak terveink, hogy hogyan dolgozzunk az együttessel, ellentétben versenytársainkkal, akik csak akarták őket… végleges kiadási dátumaink voltak, végleges dátum az áru kitételéhez, és már megszerveztük a struktúrát a felvétel készítéséhez.”
Első lemezük, a G4 2005. február 28-án jelent meg. Az első héten 245 000 példány kelt el belőle. Első kislemezük, a Queen Bohemian Rhapsody című dalának feldolgozása 2005. március 14-én jelent meg, és a slágerlisták 9. helyére jutott. Második lemezük, a G4 & Friends 2005. november 28-án jelent meg, a listák hatodik helyéig jutva.
Harmadik albumuk, az Act Three 2006. november 27-én jelent meg, az albumlistákon 21. helyezésig jutva.
2006-ban a Winfield House fellépői voltak július 4-én, a The Star-Spangled Bannert énekelték el.
2007. április 5-én az együttes a GMTVn jelentette be, egy 2007-es turné után nézeteltérések miatt feloszlanak. Utoljára Romseyben léptek fel 2007. július 28-án.

## Diszkográfia

### Albumok
| Év   | Album részletei                                 | Legmagasabb helyezés | Legmagasabb helyezés | Minősítés           |
| Év   | Album részletei                                 | UK                   | IRE                  | Minősítés           |
| ---- | ----------------------------------------------- | -------------------- | -------------------- | ------------------- |
| 2005 | G4 - Formátum: CD, digitális letöltés           | 1                    | 4                    | - UK: Dupla platina |
| 2005 | G4 & Friends - Formátum: CD, digitális letöltés | 6                    | -                    | - UK: Platina       |
| 2006 | Act Three - Formátum: CD, digitális letöltés    | 21                   | 50                   | - UK: Platina       |

### Kislemezek
| Év   | Cím                               | Legmagasabb helyezés | Legmagasabb helyezés | Album        |
| Év   | Cím                               | UK                   | IE                   | Album        |
| ---- | --------------------------------- | -------------------- | -------------------- | ------------ |
| 2005 | Bohemian Rhapsody                 | 9                    | 11                   | G4           |
| 2005 | Life on Mars?                     | N/A                  | N/A                  | G4           |
| 2005 | First of May/When a Child Is Born | N/A                  | N/A                  | G4 & Friends |
| 2005 | Happy Mother's Day                | N/A                  | N/A                  | G4 & Friends |

### DVD-k
- Live at the Royal Albert Hall, megjelent: 2005. november 28.